# Changiola
Changiola — рід цвіркунів родини Pteroplistidae. Містить 4 види.

## Поширення
Представники роду поширені в Таїланді, Малайзії та на Калімантані.

## Види
- Changiola pahangi Gorochov, 2011 — Малайзія
- Changiola perakensis (Chopard, 1969) — Малайзія
- Changiola sarawakensis Tan, Muhammad & Robillard, 2021[3] — Саравак (Борнео)
- Changiola subita Gorochov, 2004 — Таїланд